# Папа Бенедикт XV
Папа Бенедикт XV (лат. Benedictus Quintus Decimus; 21. новембар 1854 —  22. јануар 1922) је био 258. папа од 3. септембра 1914. до 22. јануара 1922.
Описан је у књизи Карлхајнц Дешнера "Политика римских папа у 20. веку" из 1991. године.